# Fishia connecta
Fishia connecta là một loài bướm đêm trong họ Noctuidae.